# Manfred Zapf
Manfred Zapf (ur. 24 sierpnia 1946 w Stapelburgu) – niemiecki piłkarz występujący na pozycji obrońcy. Trener piłkarski.

## Kariera klubowa
Zapf jako junior grał w zespole SG Dynamo Stapelburg. W 1963 roku trafił do Aufbau Magdeburg, który w 1965 roku zmienił nazwę na 1. FC Magdeburg. Jego barwy Zapf reprezentował do końca kariery w 1979 roku. W tym czasie zdobył z zespołem trzy mistrzostwa NRD (1972, 1974, 1975), pięć Pucharów NRD (1964, 1965, 1969, 1973, 1978) oraz Puchar Zdobywców Pucharów (1974).

## Kariera reprezentacyjna
W reprezentacji NRD Zapf zadebiutował 22 czerwca 1969 w przegranym 0:1 towarzyskim meczu z Chile. W 1972 roku znalazł się w kadrze na Letnie Igrzyska Olimpijskie, podczas których reprezentacja NRD wywalczyła brązowy medal. W latach 1969–1975 w drużynie narodowej Zapf rozegrał łącznie 16 spotkań.

## Kariera trenerska
W latach 1988–1989 Zapf był selekcjonerem reprezentacji NRD. W roli tej zadebiutował 13 lutego 1989 w wygranym 4:0 towarzyskim meczu z Egiptem. Kadrę NRD poprowadził łącznie w sześciu spotkaniach.

## Źródła
- Reprezentacyjny profil piłkarski na eu-football (ang.)
- Reprezentacyjny profil trenerski na eu-football (ang.)
- Manfred Zapf w bazie National Football Teams (ang.)